# You Know My Name
«You Know My Name» es el tema musical de la película de James Bond Casino Royale, estrenado en 2006 e interpretado por Chris Cornell; este último escribió la canción junto con David Arnold, quien se encargó de componer asimismo la banda sonora de la cinta señalada. Ciertamente, los productores de Casino Royale eligieron a Cornell como intérprete, puesto que querían a un cantante con voz «fuerte». Tras esto, Cornell y Arnold colaboraron con la intención de crear una canción que sirviera como tema principal del personaje, en vez de la melodía característica de las películas predecesoras; puesto que la trama de Casino refleja la inexperiencia del agente durante sus primeras misiones como el 007. Además, el tono de la música debía expresar una mayor profundidad emocional de Bond, el cual habría de ser interpretado por el actor Daniel Craig. Tras su lanzamiento, el sencillo vendió 48.000 copias en 2006, únicamente en Reino Unido.
Aun cuando la pista se filtró en Internet el 20 de septiembre de 2006, no fue sino hasta el 13 de noviembre del mismo año que se lanzó a manera de sencillo, logrando ingresar en las listas de popularidad de varios países. En general, las críticas especializadas fueron positivas; poco después, «You Know My Name» obtuvo un premio Satellite y un reconocimiento World Soundtrack, resultando incluso nominada a un galardón Grammy. A pesar de que no fue incluida en la banda sonora de Casino Royale, sí apareció en el segundo álbum de Cornell, llamado Carry On.

## Composición y grabación
Lia Vollack, presidenta del área musical de Sony Pictures, invitó personalmente a Chris Cornell para que compusiera una canción para la próxima película del 007, James Bond, cuya historia habría de «reflejar la nueva dirección dramática del personaje», por medio de un «fuerte intérprete masculino». A su vez, el cantante consideró que consistía en una extraña oferta para él, debido a su nacionalidad estadounidense (el equipo de producción de la serie del 007 es británico, principalmente), e imaginó que, en vez de interpretar el tema principal, habría simplemente de cantar una pista secundaria en la película. Poco después, declaró que le gustaban las cintas de Bond, en especial las protagonizadas por Sean Connery, aunque añadió que «no era un gran fanático de las más recientes entregas». A pesar de ello, la elección de Daniel Craig lo intrigó, a tal grado de que aceptó el encargo. Tras esto, partió a Praga para integrarse al equipo de filmación, y al llegar quedó impresionado principalmente por el fuerte contenido emocional de la película, pues tuvo la oportunidad de mirar una proyección especial de la todavía no acabada Casino Royale. Ahí mismo, conoció al compositor de la banda sonora, David Arnold, quien le sugirió componer una canción «que hiciera eco del soundtrack del filme». En solamente dos reuniones, una en el apartamento de Cornell en París y la otra en la casa de Arnold, radicada en Londres, ambos músicos expusieron sus ideas para la melodía, encargándose Cornell de redactar la letra, y Arnold de añadir algunas líneas adicionales, además de la musicalización. Tras ser aprobada una versión demo por los productores de Casino Royale, Cornell y Arnold procedieron a grabar la versión completa de «You Know My Name» en los AIR Studios London.
En una entrevista al sitio web de fanáticos de las bandas sonoras Maintitles, Arnold mencionó que su intención original era que «You Know My Name» fungiera como pieza sustituta al clásico tema musical de James Bond, con el fin de representar la inmadurez del agente. Las notas principales del sencillo son reproducidas a lo largo del filme, mientras que el tema original del 007 se escucha solamente en los créditos finales, a manera de cierre del arco argumental del personaje. Asimismo, el compositor sentía que la canción debía permanecer lo más cercana posible al tono de la banda sonora, por lo que debía tener el «código genético de James Bond». Así, el arreglo musical intentó crear «la combinación ideal de rock agresivo e instrumentación sofisticada», algo descrito por Cornell como «más uptempo y un poco menos agresivo que cualquier otro tema de Bond, quizá desde el de Paul McCartney [refiriéndose a 'Live and Let Die']».

Yo [anhelaba] una orquesta. No quería hacer una canción para una cinta de James Bond y que no sonara como algo parecido a una pieza musical de James Bond.
Chris Cornell

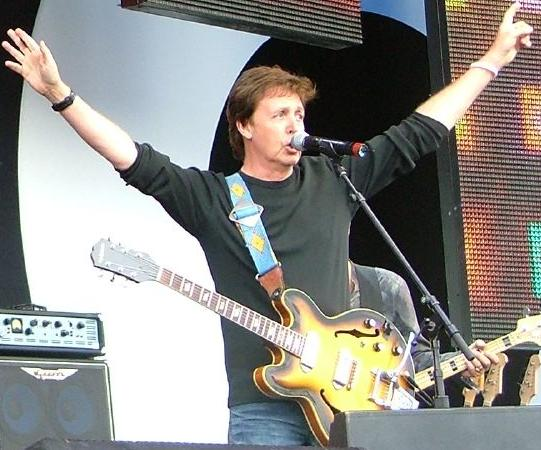
Una de las principales influencias para Cornell al componer «You Know My Name» fue Paul McCartney, intérprete del popular tema musical de la película Vive y deja morir.

Cornell mencionó que las dos mayores influencias al momento de componer la canción fueron Tom Jones, quien interpretó el tema musical de Operación Trueno, y Paul McCartney, responsable de la creación e interpretación del sencillo para Vive y deja morir. «Decidí que iba a cantar como Tom Jones, imitando exactamente ese mismo canturrear. Quería que la gente escuchara mi voz [...] Y 'Live and Let Die' es una canción fantástica. Paul McCartney no la habría escrito si no hubiera sido para esa película. Así que yo [también] quería escribir una pieza dentro del mismo universo del filme. Sabía que jamás volvería a pasar por esa experiencia —cantar con una gran orquesta— por lo que pretendí pasármela bien en todo momento». Cornell decidió no colocar el título de la cinta en la letra de «You Know My Name», debido a que «no podía imaginarme cómo éste encajaría en la letra de una canción que saldría de mi boca». Asimismo, agregó en tono de broma que «Casino Royale no era un buen título para una canción de rock, pero tal vez sí hubiera escrito una pieza llamada Octopussy sólo por diversión».
Antes de que los productores Michael G. Wilson y Barbara Broccoli hicieran el anuncio oficial, el 26 de julio de 2006, de que Cornell sería el intérprete del tema oficial de Casino, la prensa y los medios de comunicación dieron a conocer varios nombres de probables involucrados, inclusive algunas notas aseguraban que algunos cantantes ya estaban trabajando de lleno en la composición. Entre los mencionados se encontraban Tina Turner, quien anteriormente había cantado «GoldenEye» para la cinta homónima de 1995, y Tony Christie.
La letra intenta ilustrar la psique de Bond en Casino Royale, descrito por Cornell como un espía duro y en conflicto con mayor profundidad emocional, y no ese «superespía superconfiado, aparentemente invencible y presuntuoso con las mujeres» de las anteriores producciones. El cantante intentó enfocarse en los dilemas existenciales y posibles sacrificios de los agentes secretos: «Hay una insolación en eso; las apuestas son muy altas. He hecho mucho con mi vida en mis 42 años de edad, y no fue del todo difícil sentirme vinculado a todo eso». El sencillo sirvió además como una introducción al personaje, a pesar de que este había aparecido ya en muchas otras películas anteriores —a ello se debe que el título de la canción sea «You Know My Name» (en español, «Sabes mi nombre»)—, apareciendo en escenas de acción memorables del 007 como la de su primer asesinato, e «introduciéndolo a lo que se dedicaría por el resto de su vida, y cómo habría de lidiar con todo eso y lo que significaría para él».

## Lanzamiento

El video musical de la canción, dirigido por Michael Haussman, se estrenó en el programa Making the Video, del canal MTV, el 31 de octubre de 2006.

Se produjeron hasta tres versiones distintas de «You Know My Name»:
1. Versión principal: Pista 1 en los sencillos de «You Know My Name».
2. Pop Mix: usada en el video y lanzada en el compilatorio Carry on, así como en los sencillos alemanes como la Pista 2.
3. Versiones cinematográficas: consistentes en adaptaciones más orquestales incorporadas en los créditos iniciales y finales de Casino Royale.[4]

El 20 de septiembre de 2006, la canción se filtró vía Internet. La versión filtrada fue la original, considerada como la más evocadora y emotiva, sin embargo ésta no se utilizó en la película; meses después, el 13 de noviembre de ese año, estuvo disponible para descargarse de forma digital en iTunes Store. Dicha versión debutó además en la tabla de los «Sencillos de mayor descarga en Reino Unido», donde alcanzó el puesto número 20, apenas el 22 de noviembre. Más tarde, el 14 de diciembre, fue lanzada a manera de sencillo independiente. El sencillo incorpora, a su vez, una nueva versión acústica de «Black Hole Sun», de la banda Soundgarden, como lado B.. Las versiones alemana, holandesa y australiana del sencillo ofrecen adicionalmente una segunda versión de «You Know My Name» (llamada 'Pop Mix') como lado B. Esta versión es la usada en el video musical de la pieza, y se halla disponible en el álbum de Cornell, Carry on.
Asimismo, la canción es el primer tema de Bond que no se incluye en la banda sonora del correspondiente filme. Al respecto, el cantante aclaró que eso había ocurrido debido a que quería que la canción fuera «suya», y puesto que la había escrito en medio del proceso de grabación de su álbum Carry on, sentía que ésta pertenecía al conjunto mencionado. En 2008, la melodía se incluyó en el compilatorio The Best of Bond...James Bond.
Por otra parte, el video musical fue dirigido por Michael Haussman, quien intentó comparar «las vidas de un espía profesional y una estrella de rock» para conseguir el enfoque que tendría la grabación. El video se estrenó en el programa Making the Video, del canal MTV, el 31 de octubre de 2006.

### Recepción
El lanzamiento de «You Know My Name» ocurrió en la temporada invernal de 2006, convirtiéndose inmediatamente en la canción más exitosa de Chris Cornell en las tablas de popularidad de música rock, así como en el sencillo más notable y popular del intérprete. La canción alcanzó el puesto número 79 dentro del Billboard Hot 100, y el número 64 en el listado Pop 100. En Europa, se posicionó en varios mercados regionales, logrando el puesto número 7 en la tabla de sencillos de Reino Unido. A su vez, Cornell obtuvo un premio Satellite, además de un reconocimiento World Soundtrack por la composición del tema en 2007, resultando también nominado a un Grammy en la categoría de «Mejor canción escrita para una película, programa de televisión u otro medio», al año siguiente. Asimismo, el sencillo recibió una primeriza nominación en el rubro de «Mejor canción original» para los premios Óscar de 2006, sin embargo no quedó en la lista final de candidatos. En 2008, la banda de rock finlandés Poets of the Fall realizó un cover de «You Know My Name» para uno de sus compilatorios.
En cuanto a críticas, obtuvo evaluaciones muy entusiastas, incluso algunos expertos elogiando la habilidad de la canción para encajar adecuadamente con el contexto de la película. Por ejemplo, el crítico de cine James Berardinelli consideró que la pieza «suena inquietantemente como algo interpretado por [John] Barry», mientras que la reseña de DVD Veredict describió que «trabaja extraordinariamente bien en coordinación con la trama del filme, tanto lírica como sónicamente». De forma similar, Cinefantastique la catalogó como «la mejor canción de Bond en muchos años [que] captura la gloria íntegra de clásicos como 'Goldfinger'». Entertainment Weekly la enlistó como uno de los desaires más notables de los premios Óscar para la categoría de «Mejor canción original», describiéndola como «una pieza de rock musicalmente suave y líricamente ominosa que suena perfecta para el oscuro reinicio llevado a cabo por Casino Royale en la serie del espía». En cuanto a críticos especializados en la industria musical, la revista Billboard la nombró como «el mejor tema musical de Bond desde 'A View to a Kill'», elogiando a la producción mínima en torno a su composición; mientras tanto, en una reseña de Carry on, la revista volvió a hacer mención del sencillo, esta vez catalogándolo como «la mejor pieza de todo el álbum», añadiendo que «es una muestra de la música más despreocupada pero accesible de Cornell a la fecha». A pesar de ello, la cadena británica BBC consideró que la voz del cantante «abruma» la propia interpretación; una nota ligeramente negativa a la que se sumó el sitio web IGN, que resumió a «You Know My Name» en dos palabras: «deslucida» e «intrascendente».

## Lista de canciones
1
1. You Know My Name 4:02
2. Black Hole Sun (acústica) 4:38

2
1. You Know My Name 4:02
2. You Know My Name (Pop Mix)
3. You Know My Name (video)

## Posiciones en las tablas
| Año  | Listado                             | Posición más alta |
| ---- | ----------------------------------- | ----------------- |
| 2006 | Tabla de sencillos finlandesa       | 3                 |
| 2006 | Tabla de sencillos noruega          | 5                 |
| 2006 | Tabla de sencillos danesa           | 2                 |
| 2006 | Tabla de sencillos de Reino Unido   | 7                 |
| 2006 | Tabla de descargas de Reino Unido   | 4                 |
| 2006 | Tabla de sencillos holandesa        | 10                |
| 2006 | Tabla de sencillos irlandesa        | 11                |
| 2006 | Tabla de sencillos alemana          | 15                |
| 2006 | Tabla de sencillos sueca            | 21                |
| 2006 | Tabla de sencillos austríaca        | 28                |
| 2006 | Tabla de sencillos francesa         | 51                |
| 2006 | Tabla de sencillos italiana         | 4                 |
| 2006 | Tabla de sencillos suiza            | 10                |
| 2006 | Billboard Hot 100 (Estados Unidos)  | 79                |
| 2006 | Billboard Hot Digital Songs (EE.UU) | 57                |
| 2006 | Billboard Pop 100 (EE.UU)           | 64                |
| 2007 | European Hot 100 Singles            | 16                |
| 2007 | Euro Digital Tracks                 | 2                 |